# Scirophories
Les Scirophories étaient une fête qui se déroulait à Athènes le 12 du mois de Scirophorion (début de l’été) en l’honneur de Déméter et/ou Athéna. 
Elles semblent faire partie du cycle des Thesmophories en l’honneur de Déméter. Notamment, d’après une scholie de Lucien de Samosate, il semblerait que l’on jetait des porcelets vivants dans une grotte (à moins que ce ne soient des figurines que l’on enfouissait). Les cadavres ou les figurines étaient récupérés plus tard au moment de la fête des Thesmophories pour les mêler aux semences. Comme lors des Thesmophories, seules les femmes mariées y participaient.  
Nous savons aussi qu’un cortège, comprenant côte à côte sous un baldaquin blanc la prêtresse d’Athéna Polias et le prêtre de Poséidon Érechthéion, se rendait de leur temple sur l’acropole d’Athènes en un lieu nommé Sciros sur la route d’Éleusis. Cette procession commémorerait la mort de l’un des premiers rois d’Athènes Érechthée, qui, selon le mythe, serait mort en combattant les Éleusiniens.